# آدم هريكانيوك
آدم هريكانيوك (بالبولندية: Adam Hrycaniuk) مواليد 15 مارس 1984 في بولندا، هو لاعب كرة سلة بولندي. بدأ مسيرته الاحترافية في سنة 2002. يلعب مع نادي جلونا غورا لكرة السلة في الدوري البولندي لكرة السلة كلاعب وسط. يحمل الرقم 34. يبلغ طوله 6 قدم 9 بوصة (2.1 م).

## المسيرة الاحترافية
لعب مع أسكو غدينيا من سنة 2008 إلى 2013، ثم لعب مع فالنسيا باسكت في الدوري الإسباني في سنة 2013، ثم لعب مع نادي جلونا غورا لكرة السلة في سنة 2013.

## روابط خارجية
- آدم هريكانيوك على موقع الاتحاد الدولي لكرة السلة (الإنجليزية)
- آدم هريكانيوك على موقع الدوري الأوروبي لكرة السلة (الإنجليزية)
- آدم هريكانيوك على موقع الدوري الإسباني لكرة السلة (الإسبانية)
- آدم هريكانيوك على موقع كرة السلة الأوروبية.كوم (الإنجليزية)
- آدم هريكانيوك على موقع كلية كرة السلة في سبورتس رفرنس.كوم (الإنجليزية)
- آدم هريكانيوك على موقع ريلجم (الإنجليزية)
- آدم هريكانيوك على موقع بروبوليرز (الإنجليزية)
- آدم هريكانيوك على موقع سبورتس رفرنس (الإنجليزية)